# Radu I
Radu I, zwany Negru Voda (ur. 1330 zm. 1383) – hospodar wołoski w latach ok. 1377–1383 z dynastii Basarabów.
Był synem hospodara Mikołaja Aleksandra. Prawdopodobnie już w latach 70. XIV w. objął współrządy u boku swego brata Władysława I, zmuszonego do dopuszczenia Radu do władzy przez naciski węgierskie. Po śmierci tego ostatniego zakończył konflikt z Węgrami. Być może stało się to kosztem utraty okręgów Amlaș i Fogarasz oraz Severinu.
Był ojcem hospodarów Dana I i Mirczy I Starego.

## Literatura
- J. Demel: Historia Rumunii. Wrocław – Warszawa – Kraków: Zakład Narodowy im. Ossolińskich – Wydawnictwo, 1970, s. 116–117.
- J. Rajman: Encyklopedia średniowiecza. Kraków: Wydawnictwo Zielona Sowa, 2006, s. 795-796. ISBN 83-7435-263-9.